# Zatorze (Ełk)
Zatorze – największe powierzchniowo osiedle Ełku, położone we wschodniej części miasta, założone w 1920 roku po rozpoczęciu działalności spółki mieszkaniowej zajmującej się budownictwem indywidualnym.
Granicami północną i zachodnią osiedla są tory kolejowe, poprzez które Zatorze sąsiaduje na północy z Konieczkami, a na zachodzie z osiedlami Północ I i Centrum. Wschodnią granicę osiedla w części północnej i środkowej stanowi granica administracyjna miasta, natomiast w południowej obwodnica Ełku, za która znajduje się osiedle Pod Lasem. Przez osiedle przebiegają ulice Przemysłowa (będąca częścią obwodnicy Ełku) i Suwalska, będące najdłuższymi ulicami miasta.
Zabudowę Zatorza stanowią głównie domy jednorodzinne z ogrodami. Przy ulicach Suwalskiej i Łukasiewicza mieszczą się stacje benzynowe, punkty handlowo-usługowe, fabryki oraz sklepy budowlane i budynki użyteczności publicznej. W południowej części osiedla na powierzchni 104,4680 ha znajduje się ełcka podstrefa Suwalskiej Specjalnej Strefy Ekonomicznej, natomiast na wschodnim krańcu 18 października 2012 otwarto Park Naukowo-Technologiczny.

## Edukacja
- Policealne Studium Przedsiębiorczości i Zarządzania
- Przedszkole Niepubliczne "Słoneczko" w Ełku
- Zespół Szkół Sportowych w Ełku

## Instytucje

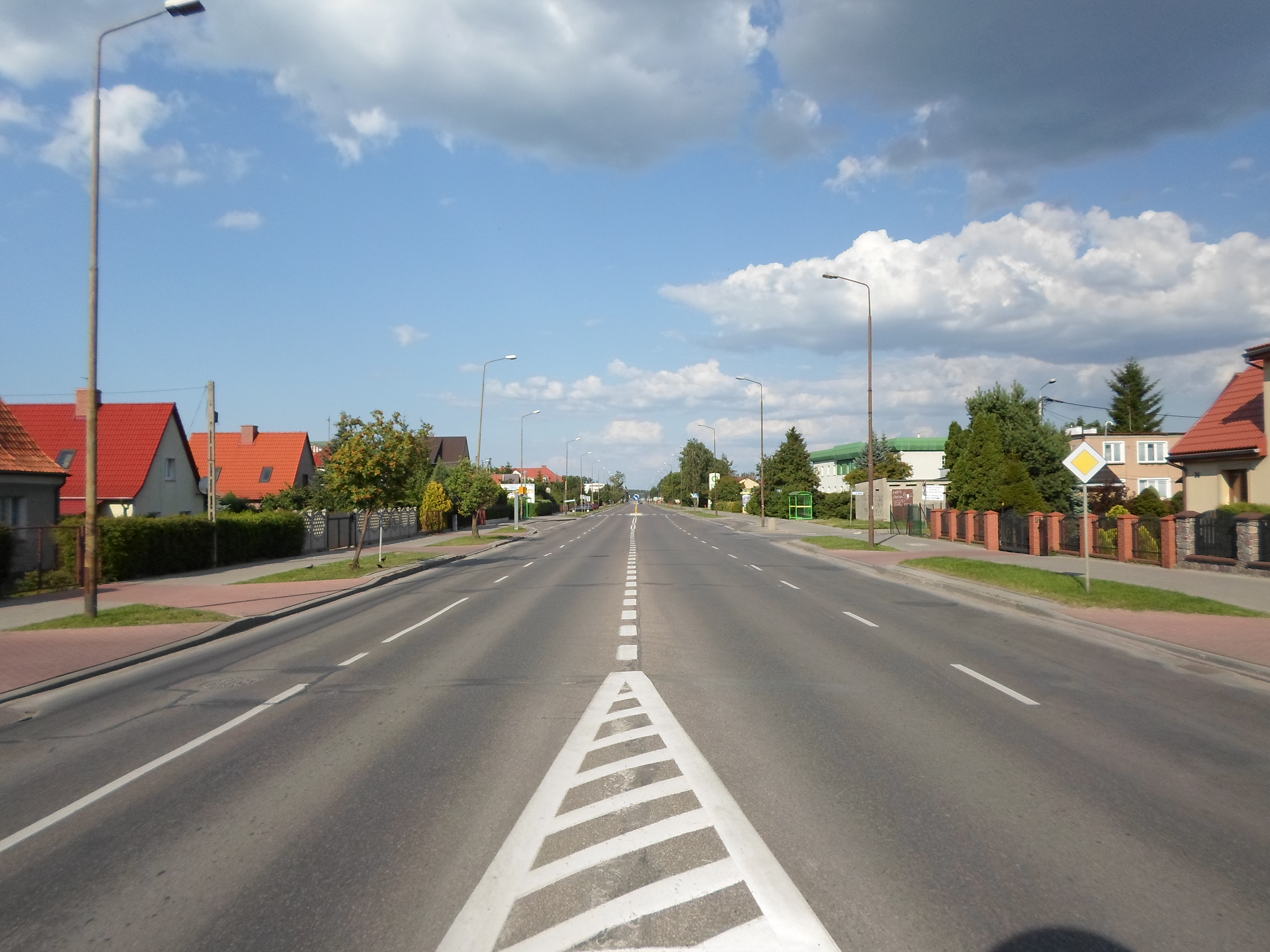
Ulica Suwalska - główna ulica osiedla

- Komenda Powiatowa Państwowej Straży Pożarnej – ul. Suwalska 50
- Muzeum Historyczne w Ełku – ul. Wąski Tor 1
- Oddział Celny w Ełku – ul. Krzemowa 1
- Park Naukowo-Technologiczny w Ełku – ul. Podmiejska 5
- Poczta Polska Urząd Pocztowy Ełk 1 Oddział – ul. Suwalska 19
- Powiatowy Urząd Pracy w Ełku – ul. Suwalska 38
- Powiatowy Inspektorat Weterynarii w Ełku – ul. Suwalska 4

## Inne obiekty

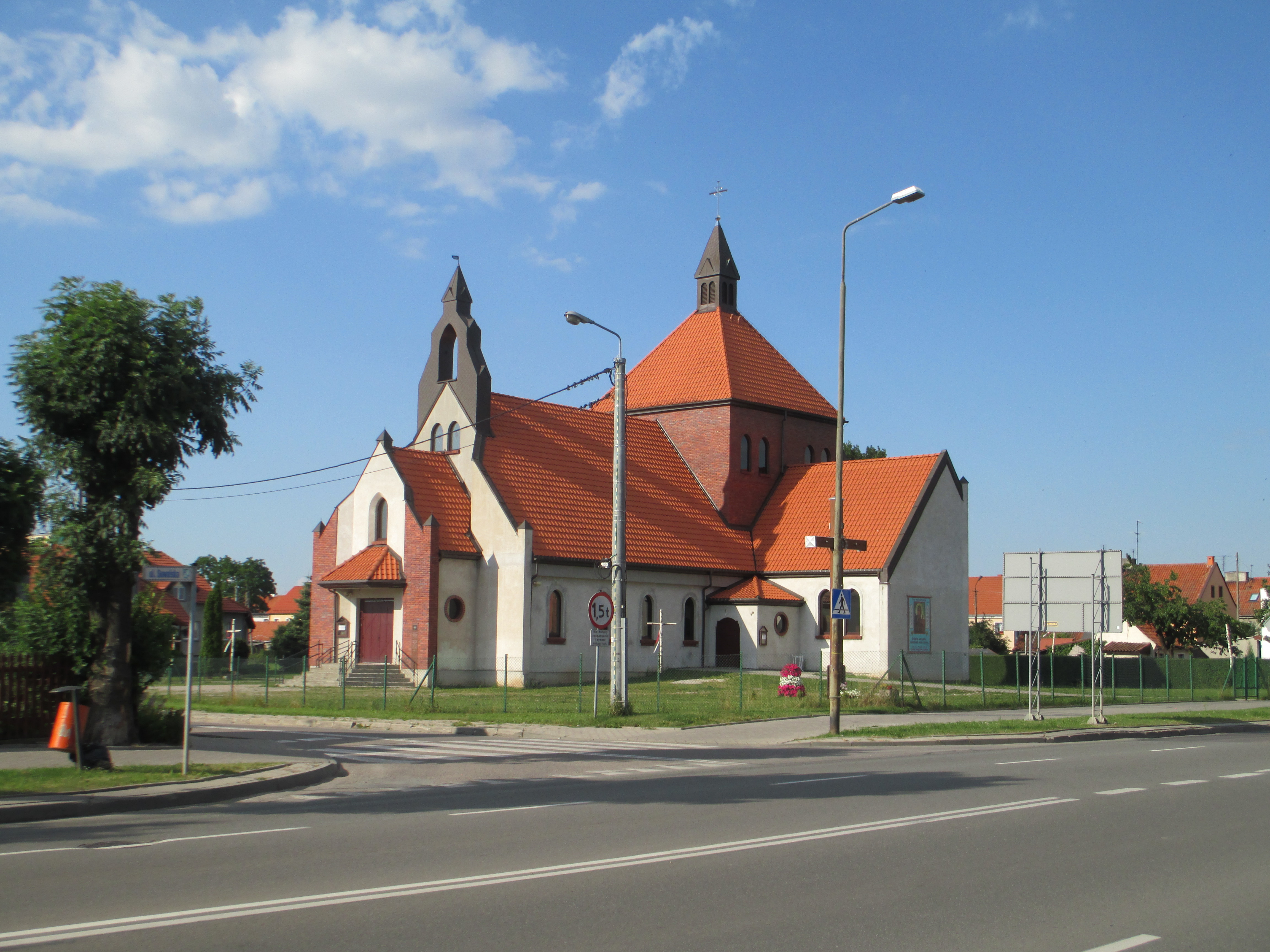
Kościół Opatrzności Bożej

- Animex Foods Sp. z o. o. sp.k. Oddział w Ełku –  ul. Suwalska 86
- GLOBUS Polska Sp. z o.o. - Chłodnia Ełk - ul. Suwalska 88
- Hurtownia Części Zamiennych AGDOM - ul. Sadowa 35a
- Hurtownia sieci Eurocash Cash&Carry – ul. Tęczowa 7
- Kompleks sportowy "Moje Boisko – Orlik 2012" przy Zespole Szkół Samorządowych w Ełku
- Miejski Zakład Komunikacyjny w Ełku – ul. Łukasiewicza 8
- Parafia pw. Opatrzności Bożej – ul. Suwalska 21[3]
- PGE Obrót S.A. Oddział z siedzibą w Białymstoku. Biuro Obsługi Klienta – ul. Sportowa 1
- Polska Spółka Gazownictwa Sp z o.o. Gazowania w Ełku – ul. Sportowa 1
- PKP Polskie Linie Kolejowe SA Sekcja Eksploatacji w Ełku –  ul. Suwalska 2A
- PKS Nova SA Oddział Suwałki Placówka Terenowa Ełk –  ul. Przemysłowa 6
- Prefabet Ełk Sp. z o.o. – ul. Sikorskiego 34
- Przedsiębiorstwo Instalacyjne „PRIM” S.A. –  ul. Suwalska 84
- Przedsiębiorstwo Wodociągów i Kanalizacji Sp z o.o. –  ul. Suwalska 64
- Przedsiębiorstwo Usług Komunalnych w Ełku –  ul. Suwalska 38
- Przedsiębiorstwo Transportowe "Mazury" w Ełku Sp. z o.o. –  ul. Podmiejska 2
- Restauracja sieci "Mc Donald's" –  ul. Suwalska 80 A
- Sungsan-ZEM Polska Sp. z o.o. w Ełku –  ul. Bema 2
- Supermarket sieci "Tesco" – ul. Suwalska 8
- Stacja Ełk Wąskotorowy –  ul. Wąski Tor 1
- Zakład Elektrotechniki Motoryzacyjnej w Ełku Sp z o.o. –  ul. Bema 2
- Zakład Usług Gminnych – ul. Suwalska 84

## Obiekty nieistniejące
- bocznica kolejowa do tartaku, wzdłuż rzeki Ełk
- boisko sportowe przy ul. Sportowej[4], na którym rozgrywał mecze piłki nożnej KKS Mazur Ełk
- lotnisko polowe pomiędzy ulicami Suwalską i Przemysłową[5][6]

## Ulice
- ul. Augustowska
- ul. Generała Józefa Bema
- ul. Władysława Broniewskiego
- ul. Brzozowa
- ul. Bursztynowa
- ul. Ciepła
- ul. Dojazdowa
- ul. Handlowa
- ul. Jaćwingów
- ul. Krakowska
- ul. Ignacego Kraszewskiego
- ul. Krzemowa
- ul. Lwowska
- ul. Łąkowa
- ul. Ignacego Łukasiewicza
- ul. Malmeda
- ul. Mazurska
- ul. Miedziana
- ul. Miodowa
- ul. Nadrzeczna
- ul. Nektarowa
- ul. Ogrodowa
- ul. Okrężna
- ul. Owocowa
- ul. Podmiejska
- ul. Poprzeczna
- ul. Powstańców Śląskich
- ul. Przemysłowa (droga krajowa nr 65)
- ul. Przytorowa
- ul. Rzemieślnicza
- ul. Sadowa
- ul. Sezamkowa
- ul. Henryka Sienkiewicza
- ul. Marii Skłodowskiej-Curie
- ul. Słoneczna
- ul. Sportowa
- ul. Stalowa
- ul. Stanisława Staszica
- ul. Strefowa
- ul. majora Henryka Sucharskiego
- ul. Suwalska (droga krajowa nr 16)
- ul. Śląska
- ul. Tęczowa
- ul. Towarowa
- ul. Romualda Traugutta
- ul. Warmińska
- ul. Wąski Tor
- ul. Zielona
- ul. Złota
- ul. Żelazna